# Eugene Vindman
Eugene Semyon Vindman (né Yevgeny Semyonovich Vindman le 6 juin 1975) est un homme politique américain, avocat et officier à la retraite de l'armée américaine, représentant des États-Unis pour le 7e district du Congrès de Virginie depuis 2025. Membre du Parti démocrate, il est conseiller juridique adjoint du Conseil de sécurité nationale des États-Unis (NSC) jusqu'à sa réaffectation le 7 février 2020,.
Vindman attire l'attention nationale en octobre 2019 lorsque son frère jumeau, le lieutenant-colonel Alexander Vindman, témoigne devant le Congrès américain au sujet de la Controverse concernant Donald Trump et l'Ukraine. En raison de sa position au sein du NSC, Eugene a reçu le rapport d'Alexander concernant l'appel téléphonique du président Trump en Ukraine. En raison de son caractère inhabituel, Eugene Vindman signale l'appel aux avocats de la Maison-Blanche. Le témoignage d'Alexander Vindman fournit des preuves qui ont conduit à une accusation d'abus de pouvoir lors de la première procédure de destitution de Donald Trump.

## Jeunesse et éducation
Eugene Semyon Vindman (né Yevgeny Semyonovich Vindman) et son frère jumeau Alexander sont nés le 6 juin 1975 dans une famille juive de la République socialiste soviétique d'Ukraine, en Union soviétique,. Après la mort de leur mère, les jumeaux de trois ans et leur frère aîné Leonid sont emmenés par leur père, Semyon (Simon) à New York en décembre 1979,. Leur père travaille comme déménageur à son arrivée et apprend l'anglais en autodidacte. La famille vit dans le quartier de Brighton Beach à Brooklyn. Vindman apparaît brièvement avec sa grand-mère maternelle dans le documentaire de Ken Burns de 1985, La Statue de la Liberté,.
En 1997, Vindman est diplômé de l'Université d'État de New York à Binghamton à Binghamton, New York, avec un baccalauréat ès arts en histoire. Il obtient ensuite une maîtrise ès sciences en administration générale de l'Université du Centre du Michigan un juris doctor de la faculté de droit de l'Université de Géorgie et une maîtrise en droit du Judge Advocate General's Legal Center and School.

## Carrière militaire
Vindman est nommé officier dans l'armée américaine après avoir obtenu son baccalauréat et il atteint le grade de colonel. Il sert pendant 25 ans comme parachutiste, fantassin, avocat du Corps des juges-avocats généraux et est déployé en Irak.
Vindman prend sa retraite de l'armée en 2022 avec le grade de lieutenant-colonel, n'ayant pas servi pendant la durée totale requise pour la retraite de colonel. Parmi ses décorations militaires figurent la Médaille du service supérieur de la Défense, la Légion du Mérite, six Médailles du service méritoire, une Médaille de la Mention élogieuse interarmées, trois Médailles de la Mention élogieuse de l'Armée et trois Médailles de la réussite de l'Armée.

## Conseil de sécurité nationale
Sous l'administration Trump en 2018, Vindman est nommé conseiller juridique adjoint au Conseil de sécurité nationale (NSC), où il est le principal responsable de l'éthique. Il est impliqué dans le signalement de la tentative du président Trump de contraindre l'Ukraine à enquêter sur le président Biden et il fait face à des représailles de la part de l'administration Trump pour ses actions,.

### Appel téléphonique de Trump à Zelensky
Le 25 juillet 2019, dans l'exercice de ses fonctions, Alexander Vindman écoute un appel téléphonique entre le président Trump et le président ukrainien Zelensky. Son contenu l'inquiète. Il déclare qu'il « ne jugeait pas approprié d'exiger d'un gouvernement étranger une enquête sur un citoyen américain » et qu'il « s'inquiétait des conséquences pour le soutien du gouvernement américain à l'Ukraine ». Alexander estime que cet appel « porterait atteinte à la sécurité nationale des États-Unis ». Il signale immédiatement l'appel à Eugene Vindman, avocat principal en matière d'éthique et conseiller juridique adjoint, qui reconnait les graves conséquences juridiques de cet appel, notamment des violations de la loi, ainsi que les risques juridiques et politiques auxquels le président Trump est confronté. Eugene Vindman leur conseille de signaler l'appel par voie électronique à l'avocat principal du NSC, John Eisenberg.
Vindman a deux autres conversations avec Eisenberg au sujet de l'appel téléphonique du 25 juillet 2019. La première conversation de suivi a lieu le 1er août 2019. Vindman cherche à clarifier avec Eisenberg leur rôle et leurs obligations en tant qu'avocats, et à déterminer si, en tant qu'avocats, ils sont tenus de représenter le Cabinet du Président des États-Unis ou la personne exerçant les fonctions de Président. Vindman a une deuxième conversation avec Eisenberg le 5 août 2019, lorsqu'il fait part de ses inquiétudes quant au fait que la demande du Président Trump au Président Zelensky d'enquêter sur son rival politique pourrait avoir violé la Loi fédérale sur la corruption, la Loi sur les pratiques de corruption à l'étranger et les lois électorales fédérales. Une fois l'appel rendu public, les deux frères reçoivent des menaces et des dénonciations et contactent l'armée pour la sécurité de leurs familles.

### La première procédure de destitution de Trump
Eugene aide son frère tout au long de la première procédure de destitution du président Trump, qui se déroule du 18 décembre 2019 au 5 février 2020, notamment en rédigeant la partie de la déclaration d'ouverture
Le 10 février 2020, le chef de la minorité au Sénat de l'époque, Chuck Schumer (démocrate de New York), envoie une lettre, apparemment en réponse au licenciement des deux frères, demandant aux inspecteurs généraux fédéraux d'enquêter sur d'éventuelles représailles contre « quiconque a fait, ou fera à l'avenir, des révélations protégées de mauvaise conduite présidentielle ». Le 13 février, l'ancien chef de cabinet de Trump, le général de marine à la retraite John Kelly, défend les actions et le témoignage de Vindman. « Il a fait exactement ce que nous leur apprenons à faire, du berceau à la tombe. Il est allé raconter à son patron ce qu'il venait d'entendre », déclare Kelly.
Lors d'une table ronde en février 2020 à l'Atlantic Council, le conseiller à la sécurité nationale de Trump, Robert C. O'Brien déclare que c'est lui qui a pris la décision de révoquer les deux frères Vindman du personnel du NSC et nie que cette décision ait été ordonnée par Trump en représailles au témoignage de Vindman. O'Brien conteste également que ce renvoi du personnel du NSC soit un « licenciement », les deux frères étant restés officiers d'active dans l'armée. O'Brien affirme que leur transfert s'inscrivait dans le cadre d'une réduction plus large des effectifs de la NSA. Ses propos contredisent toutefois Trump, qui a tweeté avoir limogé Vindman pour insubordination et pour « beaucoup de mauvaises actions ».
Vindman avait le grade de colonel en service actif, mais prend sa retraite en tant que lieutenant-colonel parce qu'il n'a pas effectué le minimum requis de trois ans de service dans ce grade afin de conserver son grade à la retraite. En 2022, ses partisans demandent au président Biden de permettre à Yevgeny de prendre sa retraite en tant que colonel. L'armée refuse de soumettre une demande d'ajustement du statut de retraite de Vindman au président Joe Biden, déclarant aux médias que les dérogations liées au temps passé dans le grade sont extrêmement rares, avec « seulement trois dérogations de ce type pour des officiers de l'armée depuis 1997 ».

## Carrière après l'armée
Depuis 2022, Vindman occupe le poste de directeur de l'analyse militaire et du soutien aux poursuites au sein du groupe consultatif sur les atrocités criminelles (ACA). L'ACA a été créé par l'Union européenne, les États-Unis et le Royaume-Uni pour servir de plateforme opérationnelle de coordination de l'assistance au Bureau du procureur général d'Ukraine. Cette collaboration vise à enquêter sur les crimes de guerre commis sur le sol ukrainien et à les poursuivre.
En mars 2023, Eugene Vindman et son frère jumeau Alexander Vindman lancent le projet Trident Support. Son objectif principal est de créer un centre de maintenance et de formation aux armes en Ukraine. Dans le cadre de Trident Support, les frères Vindman souhaitent recruter entre 100 et 200 entrepreneurs occidentaux compétents pour travailler avec les forces ukrainiennes proches du front, en proposant des formations à la réparation du matériel affecté par les combats fourni par les pays occidentaux.

## Chambre des représentants des États-Unis
En novembre 2023, Vindman annonce sa candidature à la Chambre des représentants des États-Unis dans le 7e district de Virginie, où la démocrate sortante Abigail Spanberger ne se représente pas,. Vindman reçoit le soutien d'Adam Schiff, de l'ancien sous-secrétaire de l'armée Patrick J. Murphy et du comité de rédaction du Washington Post,.
Bien qu'il soit un nouveau venu en politique, Vindman peut lever des fonds grâce à son profil national et devient rapidement un favori lors des primaires démocrates. En revanche, le profil national de Vindman et sa déconnexion de la politique locale sont régulièrement critiqués par les militants démocrates locaux et les élus,.
En 2024, Vindman remporte l'investiture démocrate pour le 7e district du Congrès de Virginie lors des élections de 2024. Il bat le républicain Derrick Anderson lors des élections générales du 5 novembre, et prend ses fonctions le 3 janvier 2025.